# Список подводных лодок ВМС Ливии

В 1982 году Ливия приобрела у Советского Союза шесть подводных лодок проекта 641 (Фокстрот), ставших частью Военно-морских сил Ливии. Они быстро вышли из строя, и после 1984 года патрулирование подводными лодками не проводилось. Две подводные лодки были впоследствии списаны, одна затонула в 1993 году, а ещё одна оставлена в Литве из-за международных санкций. Поступали сообщения о том, что в 2003 году одна из двух оставшихся подводных лодок находилась на переоборудовании, которое, возможно, так и не было завершено. В 2011 году во время гражданской войны в Ливии одна подводная лодка была захвачена повстанцами на военно-морской базе Бенгази.
| Тактический номер             | Наименование                  | В составе флота               | Выведена из состава флота     | Состояние                              | Примечания                    |
| подводные лодки проекта И641К | подводные лодки проекта И641К | подводные лодки проекта И641К | подводные лодки проекта И641К | подводные лодки проекта И641К          | подводные лодки проекта И641К |
| ----------------------------- | ----------------------------- | ----------------------------- | ----------------------------- | -------------------------------------- | ----------------------------- |
| 311                           | «Аль Бадр»                    | нет данных                    | нет данных                    | утилизирована в Кронштадте в 2014 году | бывшая Б-587                  |
| 312                           | «Аль Фатех»                   | нет данных                    | нет данных                    | нет данных                             | бывшая Б-533                  |
| 313                           | «Аль Ахад»                    | нет данных                    | нет данных                    | нет данных                             | бывшая Б-311                  |
| 314                           | «Аль Митрага»                 | нет данных                    | нет данных                    | нет данных                             | бывшая Б-590                  |
| 315                           | «Аль Кибер»                   | нет данных                    | нет данных                    | нет данных                             | бывшая Б-588                  |
| 316                           | «Аль Хунаин»                  | нет данных                    | нет данных                    | нет данных                             | бывшая Б-330                  |